# Катера типа KFK
Катера типа KFK (нем. Kriegsfischkutter) — серия малых вспомогательных кораблей, построенных для нужд военно-морских сил Третьего рейха в годы Второй мировой войны. Катера этого типа выполняли задачи патрульных и эскортных кораблей, охотников за подводными лодками, тральщиков, учебных кораблей и транспортов. После завершения войны привлекались для разминирования, использовались как рыболовные суда. Кроме того, это была самая большая серия судов, когда-либо построенная в Германии: из заказанных 1072 единиц в строй вступили 612 кораблей. После войны строительство этих судов было продолжено в ФРГ, ГДР и Польше.

## История создания
Перед началом Второй мировой войны немецкое руководство стремилось укрепить собственное производство продовольствия. Важное значение отводилось рыболовству в Северном и Балтийском морях. Использовавшиеся рыбаками разнотипные и недостаточно эффективные рыболовные катера должен был заменить стандартный тип судна, спроектированный на основе современных достижений судостроения, при этом дешёвый в постройке и эксплуатации.
Проектирование так называемого «Reichfischkutter» вели Имперское управление рыболовства (нем. Reichsanstalt für Fischerei), «Германский Ллойд» и судостроительное общество «Bremer Konstruktions-Gesellschaft Maierform GmbH» под руководством тайного советника профессора Ромберга. 
Впервые в истории Германии процесс проектирования рыболовных судов осуществлялся строго научными методами. Выбор оптимальной формы корпуса судна и параметров гребного винта производился по итогам буксировочных испытаний моделей в опытовых бассейнах Гамбургской лаборатории судостроения (нем. Hamburgischen Schiffbau-Versuchsanstalt; HSVA) и Технической лаборатории по судостроению в Вене (нем. Schiffbautechnische Versuchsanstalt in Wien; STVW).
Разработка рыболовного катера привлекла внимание специалистов из Отдела судостроения военно-морского флота (нем. Konstruktionsamt (K-Amt) des Oberkommandos der Kriegsmarine), разглядевших в проекте универсальную платформу для выполнения различных задач в интересах военно-морского флота.
Уже в первые месяцы Второй мировой войны германский военно-морской флот испытал острую нехватку прибрежных патрульных средств и вспомогательных тральщиков. Для скорейшего решения этой проблемы немцам пришлось мобилизовать сотни разнотипных (и часто — изношенных) рыболовных судов, буксиров и тому подобного, собранных как по всей Германии, так и в оккупированных Третьим Рейхом странах. Достаточно сказать, что немецкие рыбаки на Северном и Балтийском морях использовали около 300 различных типов судов.
Обслуживание и ремонт столь разнотипного парка кораблей представляли серьёзную проблему. Кроме того, большинство рыболовных судов предназначалось не для тралового лова рыбы, а для популярного на Балтике ярусного, дрифтерного или «близнецового» способов. Таким судам не требовались мощные главные двигатели, однако из-за слабости своих двигателей они не могли буксировать противоминные тралы.
В этих обстоятельствах заинтересовавший военных «рыболовный катер» стал «военным рыболовным катером» (нем. Kriegsfischkutter (KFK)).
Итогом проектно-конструкторских работ и модельных испытаний стал выбор варианта «G» (нем. Reichfischkutter G), спроектированного «Bremer Konstruktions-Gesellschaft Maierform GmbH» и STVW. Этот вариант соответствовал требованиям и военных моряков, и рыбаков, поскольку после войны такие корабли можно было легко перестроить в рыболовные суда. Опытный корабль (KFK 1) построили зимой 1941—1942 годов на верфи Экманна (нем. Eckmann-Werft) в Гамбурге-Финкенвердере. В серийном производстве этот проект получил обозначение «24-метровый моторный рыболовный катер» (нем. 24-m-Motorfischkutter).

## Конструкция
Корпус катеров типа KFK набирался по композитной схеме: киль и штевни изготавливались из древесины дуба, остальной набор (49 шпангоутов) — стальной, обшивка — деревянная. Поначалу обшивку изготавливали из дуба, однако из-за нехватки такой древесины перешли на обшивку из досок хвойных пород.
Для судна были характерны конструктивный дифферент на корму и большая погибь палубы. Поначалу KFK имели закруглённую корму (KFK 1—157), однако в дальнейшем строились с транцевой кормой (KFK 158—KFK 752), которая облегчала размещение минно-трального оборудования и упрощала корпусные работы. От носа до кормовой кромки рубки тянулся невысокий фальшборт, в корме палуба ограждалась только леерным ограждением.
| Наименование                            | Значение                              |
| --------------------------------------- | ------------------------------------- |
| Водоизмещение полное                    | 110 т                                 |
| Длина наибольшая/между перпендикулярами | 24 м/20,57 м                          |
| Ширина                                  | 6,4 м                                 |
| Осадка максимальная                     | 2,7—2,9 м                             |
| Скорость хода                           | 9,0—9,5 узла                          |
| Дальность плавания                      | 1200 морских миль на скорости 7 узлов |
| Запас топлива                           | 7 тонн                                |
| Экипаж                                  | 15—18 человек                         |

Корпус катера был поделен на шесть отсеков. В носу находились форпик и цепной ящик, далее в сторону кормы — камбуз, в котором имелась плита на угольном отплении, тамбур, к которому примыкали каюты командира корабля и трёхместная каюта обер-фельдфебелей. Среднюю часть корпуса катера занимал кубрик рядовых и унтер-офицеров с тремя двух- и тремя трехъярусными койками,  а также гидроакустическая рубка и провизионная кладовая. Жилые и служебные помещения обеспечивали размещение экипажа численностью 15 человек (командир корабля, 3 обер-фельдфебеля и 11 унтер-офицеров и матросов). Численность экипажа могла меняться в зависимости от назначения и вооружения катеров, что вызывало изменение планировки помещений.
Прямо под рубкой располагалось машинное отделение, в котором находились главный двигатель и четыре топливные цистерны (по две на борт) общей вместимостью 7 тонн топлива. Запаса топлива должно было хватить для плавания на дальность в 1200 морских миль на скорости 7 узлов.

## Строительство
Серийная постройка KFK была поручена фирме «Yachtund Bootswerft Burmester», уже имевшей опыт строительства композитных «раумботов». У фирмы имелись отделения в Свинемюнде и Бремен-Бурге. Зимой 1941—1942 годов в Мёвенхакен Оствине началось строительство верфи «Ernst Burmester Schiffswerft KG Swinemünde». В это же время на соседней верфи «Räumbootwerft» с целью отработки технологии и создания необходимой оснастки началась постройка четырёх опытно-серийных катеров. К лету 1942 года новая верфь была готова к началу серийного производства катеров типа KFK.
Кригсмарине остро нуждались в оказавшихся весьма эффективными катерах типа KFK и потому темпы их строительства нарастали. Так, если на постройку первого KFK было потрачено 52 000 человеко-часов, то пятый потребовал только 36 000, а в дальнейшем затраты удалось снизить до 28 000—29 000.
В период с 1942 по 1945 год верфь «Ernst Burmester Schiffswerft KG Swinemünde» построила 411 KFK (по другим данным — 404). Это были катера KFK 138—237, KFK 243—411, KFK 462—561 и KFK 613—636. Ещё 18 катеров были частично разобраны на верфи «Stettiner Oderwerken», после чего по дорогам и внутренним водным путям были доставлены на Чёрное море.
Ещё не менее 160 KFK по документации фирмы Burmester были построены в нейтральной Швеции, союзных и оккупированных странах. С января 1943 года по март 1944 года 17 шведских верфей поставили 45 рыболовных катеров (KFK 93—137) согласно договору, заключённому с Министерством продовольствия Германии. После прибытия в Рейх с катеров снимали промысловое оборудование и устанавливали вооружение.
Катера строились также в Греции (12 единиц), на Украине (в Херсоне, 12 единиц, согласно другим данным — 6), на болгарских (Варна) и румынских (Констанца) верфях (24 единицы), а также в Бельгии (6 верфей, 22 катера), Нидерландах (12 верфей, 29 KFK). Кроме того, вероятно, что KFK строили и на побережье Адриатического моря.

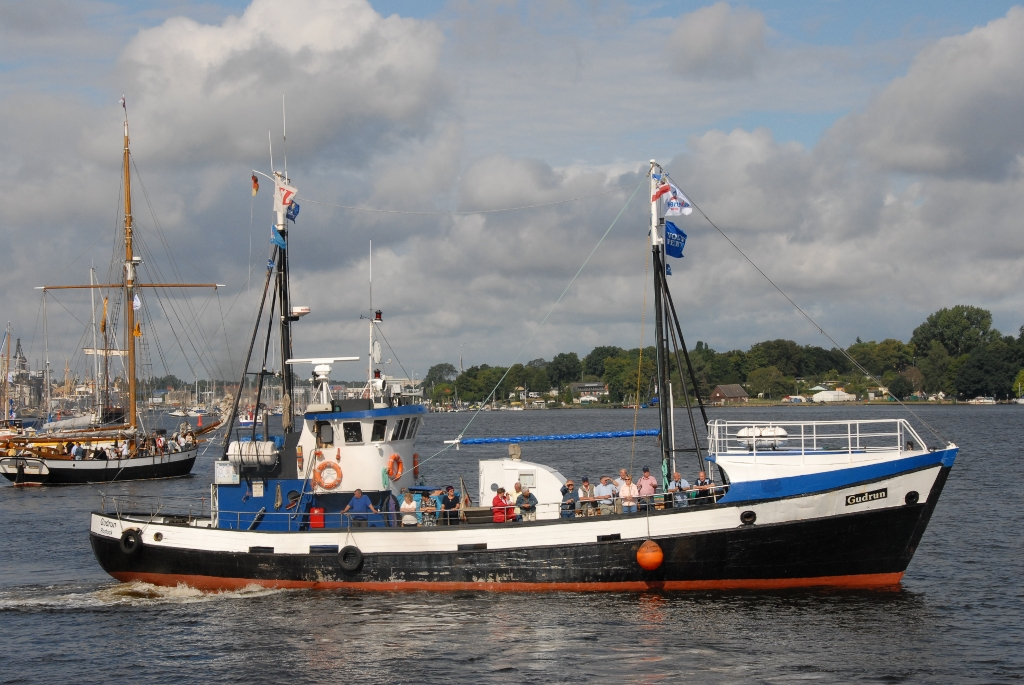
Рыболовный катер «Гудрун», бывший KFK 64. Росток, 2008 год

Катера типа KFK достаточно высоко оценивались военными моряками за мореходные, эксплуатационные и боевые качества, а технологичность конструкции позволяла развернуть массовое строительство этих катеров. По этим причинам с июня 1944 года строительство катеров типа KFK получило второй приоритет после подводных лодок. На 1 июля 1944 года в строю находилось уже 536 катеров (несмотря на потерю 25 единиц).
Всего за годы войны из заказанных 1072 единиц в строй вступили 612 кораблей. После войны строительство судов по этому проекту было продолжено на верфях ФРГ, ГДР и Польши.  Это была самая большая серия судов, когда-либо построенная в Германии, превосходившая по численности даже подводные лодка типа VII и быстроходные десантные баржи.